# Баранов, Александр Ефимович (генерал-майор)
Александр Ефимович Баранов (1901 — 1974) — советский военачальник, генерал-майор Советской Армии.

## Биография
Родился 30 августа 1901 года[по какому календарю?] в городе Бахмут. После окончания неполной средней школы работал на шахте; с 1919 года — на службе в РККА, участвовал в боях Гражданской войны.
В 1926 году окончил химико-технологический институт, в 1930 году — военно-хозяйственное отделение Института народного хозяйства имени Г. В. Плеханова. Возглавлял отдел химического управления Красной Армии, позднее преподавал в Военно-химической академии (ныне — Военная академия РХБЗ и инженерных войск).
В годы Великой Отечественной войны А. Е. Баранов возглавлял сначала отдел, затем Управление вооружения Главного химического управления Красной Армии; 17 ноября 1943 года ему было присвоено воинское звание генерал-майора инженерно-технической службы. После окончания войны продолжал службу в Советской Армии, находился на преподавательской работе в Военной академии химической защиты, был начальником факультета, начальником научно-исследовательского отдела академии. В феврале 1956 года был уволен в запас.
Проживал в Москве. Скончался 25 апреля 1974 года, похоронен на Введенском кладбище (уч. 29).

## Награды
- Орден Ленина
- Орден Красного Знамени (дважды)
- Орден Красной Звезды
- медали